# モロフジホールディングス
モロフジホールディングス株式会社は、包装資材販売商社である株式会社モロフジ、合成樹脂製品製造の株式会社モロフジケミカル、商品発送代行・流通加工の諸藤通商株式会社、農産物の生産・販売を行うモロフジファーム株式会社、竹素材の商品開発、製造販売事業の株式会社バンブーテクノ、旅館・ホテルをリニューアル・運営するM.style株式会社等のモロフジホールディングスグループ各社を統括する持株会社。

## 概要
パッケージ事業、化成品製造事業、ロジスティクス事業、海外貿易事業、農産物生産・加工事業、竹素材事業、宿事業、不動産・アセット事業など様々な分野でビジネス展開している。

## 沿革
- 1989年（平成元年）2月 - 株式会社モロフジを設立。
- 1993年（平成5年）10月 - 本社を福岡県筑紫野市に新築・移転。
- 1999年（平成11年）10月 - 株式会社プラトム（自社工場）を熊本県南関町に新築、移転。
- 2004年（平成16年）9月 - アールコア有限会社を設立。
- 2008年（平成20年）3月 - MOROFUJI VIETNAM Co.,Ltd. 法人登記。
- 2010年（平成22年）8月 - 物流センターを福岡県筑紫野市に新設。
- 2012年（平成24年）6月 - 株式会社プラトム第2工場新設。
- 2015年（平成27年）9月 - モロフジファーム株式会社を設立。
- 2016年（平成28年）
  - 5月 - 諸藤俊郎が株式会社プラトムの代表取締役社長に就任。
  - 8月 - モロフジホールディングス株式会社を設立。
  - 8月 - 諸藤俊郎が株式会社モロフジの代表取締役社長に就任。[1]。
  - 10月 - 株式会社アールコアを諸藤通商株式会社へ商号変更。
  - 11月 - 株式会社プラトム（自社工場）を株式会社モロフジケミカルに商号変更。
- 2018年（平成30年）
  - 2月 - 本社を筑紫野市二日市中央へ移転、福岡市中央区白金に事業企画室を新設。
  - 3月 - 地のものファーム株式会社をモロフジファーム株式会社へ商号変更。[2]
- 2019年（令和元年）
  - 9月 - 株式会社多良岳、有限会社ゆぶねの郷がモロフジホールディングスグループに参加。[3]
  - 12月 - 有限会社ゆぶねの郷を株式会社ゆぶねの郷へ商号変更。
- 2020年（令和2年）
  - 3月 - M.style株式会社を設立。[4]
  - 7月 - 山鹿温泉 眺山庭をリニューアルオープン。
  - 8月 - 株式会社バンブーテクノがモロフジホールディングスグループに参加。[5]
  - 11月 - 株式会社ゆぶねの郷を株式会社もろふじ工房へ商号変更。
- 2021年（令和3年）
  - 6月 - 諸藤通商株式会社　群馬倉庫新設 [6]
  - 7月 - 株式会社多良岳が株式会社もろふじ工房を吸収合併、株式会社もろふじ工房へ商号変更
  - 12月 - 栄プロセス株式会社の事業譲渡に伴い、株式会社モロフジケミカル福岡工場を新設。
- 2022年（令和4年）
  - 6月 - モロフジホールディングス本社移転（福岡市中央区白金2丁目15番4号モロフジ白金ビル）[7]
  - 9月 - モロフジファーム株式会社が株式会社もろふじ工房を吸収合併。
- 2023年（令和5年）3月 - 山鹿温泉 眺山庭 別館プレミアをオープン。[8]
- 2024年（令和6年）4月 - 白川温泉 華匠庵をオープン。

## グループ企業
- 株式会社モロフジ - 合成樹脂製品を主とした包装資材商品の販売商社。
- 株式会社モロフジケミカル - モロフジの製造・印刷部門。
- 諸藤通商株式会社 - モロフジの物流部門。商品保管・発送代行・流通加工を主な業務とし、出荷に伴うピッキング作業や検品・梱包・保管・仕分け等を行う。
- モロフジファーム株式会社 - 農産物の生産・加工、および販売を行う。主な生産物はわさび、水耕レタス。[9]
- M.style株式会社 - 旅館・ホテルをリニューアルし、新規スタイルで運用する。現在は熊本の山鹿温泉 眺山庭、白川温泉 華匠庵を運営。
- 株式会社バンブーテクノ - 竹材を中心とする天然資源を用いた製品の製造・販売を行う。